# Manbiki kazoku
Manbiki kazoku (万引き家族; Engelse titel: Shoplifters) is een Japanse film uit 2018, geschreven en geregisseerd door Hirokazu Kore-Eda.

## Verhaal
Osamu en zijn zoon Shota vinden na een van hun winkeldiefstallen een klein meisje in de vrieskou en nemen haar mee naar huis. Eerst aarzelt Osamu's vrouw om voor haar te zorgen omdat het gezin arm is en nauwelijks geld verdient. De familie overleeft enkel door kleine criminaliteit hoewel ze gelukkig samen leven.

## Rolverdeling
| Acteur        | Personage      |
| ------------- | -------------- |
| Lily Franky   | Osamu Shibata  |
| Mayu Matsuoka | Aki Shibata    |
| Kairi Jyo     | Shota Shibata  |
| Sakura Ando   | Nobuyo Shibata |
| Kilin Kiki    | Hatsue Shibata |
| Miyu Sasaki   | Juri Hojo      |

## Release
Manbiki kazoku ging op 13 mei 2018 in première in de competitie van het filmfestival van Cannes. Daar won de film een Gouden Palm.